# آکادمی نیروی هوایی پاکستان
آکادمی نیروی هوایی پاکستان یک مجموعه معتبر آموزش نظامی است که دانشجویان و هنرآموران را طی چهار سال برای نیروی هوایی پاکستان آموزش میدهد. دانشجویان رشته‌های خلبانی، فنی و رادار پس از موفقیت و اتمام دورههایشان به اخذ مدرک کارشناسی علوم و درجه افسری ستواندومی نائل میگردند. نقش آن در آموزش دانشجویان خلبانان (بطورعمومی) ، حمل و نقل هوایی، و مهندسین رشته‌های دانش هوانوردی و آموزش اولیه سایر دانشجویان دانشکده نیروی زمینی است.
دانشگاه در سال ۱۲۸۹ هجری شمسی در یک فرودگاه ایجاد شد ی برای آموزش پرواز خلبابان نیروی هوایی سلطنتی انگلستان. در سال ۱۳۲۶، پس از استقلال پاکستان، رسماً دانشگاه خلبانی نیروی هوایی پاکستان گردید و امّا تا ده سال بعد هنوزفرماندهان آن امرآی نیروی هوایی سلطنتی انگلستان بودند تا سال ۱۳۳۶ که سپهبد اصغرخان اولین فرمانده نیروی هوایی پاکستان گردید. در سال ۱۳۴۶،ایوب خان، رئیس‌جمهوری وقت دانشگاه خلبانی را به پنج بخش توسعه داد و این هم زمان بد با ورود ۲۰ دانشجوی خلبانی از ایران با نام‌های کیوان نورحقیقی، شهرام رستمی، محسن ابراهیمی، رضا معزی، غلامحسین نذری، غلامحسین کاکاوند کردی، احمد حریزبافان، جواد ایزدیان، حسین یزدانشناس، جمشید مهرارا، ابوالفضل هوشیار، اصغر رزاقی، مقدادپور
'

## نگارخانه

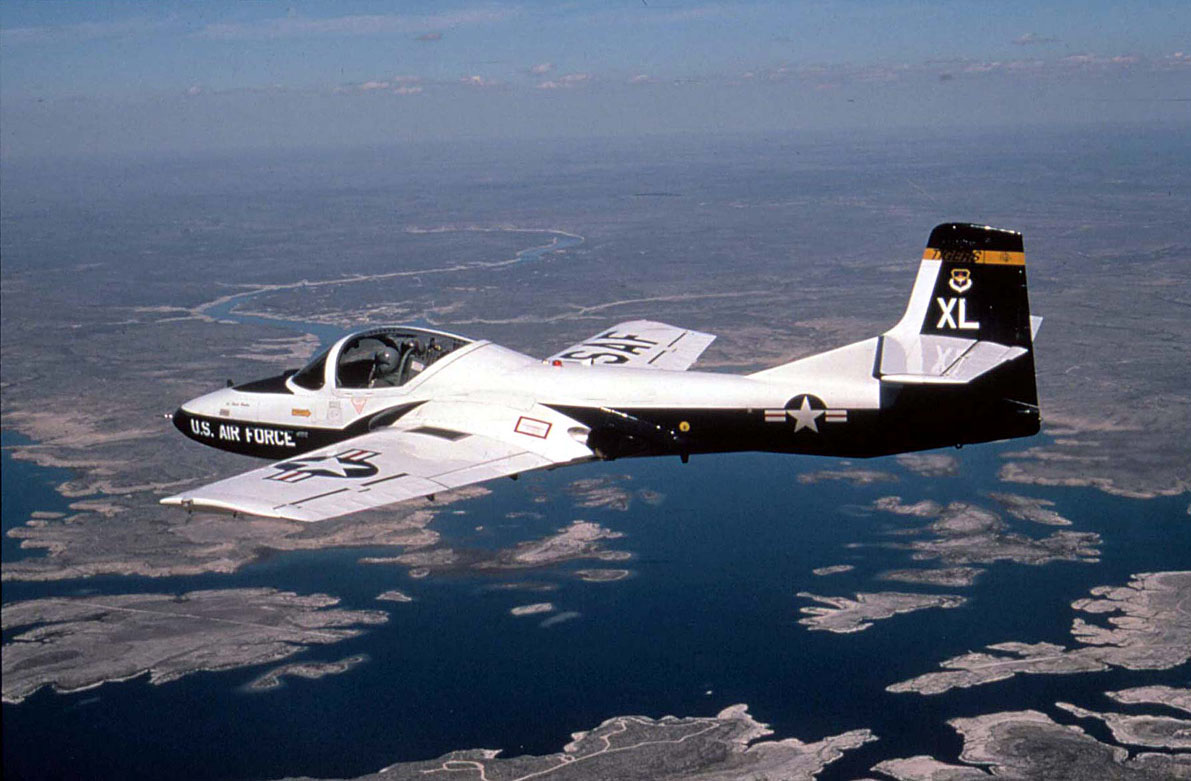
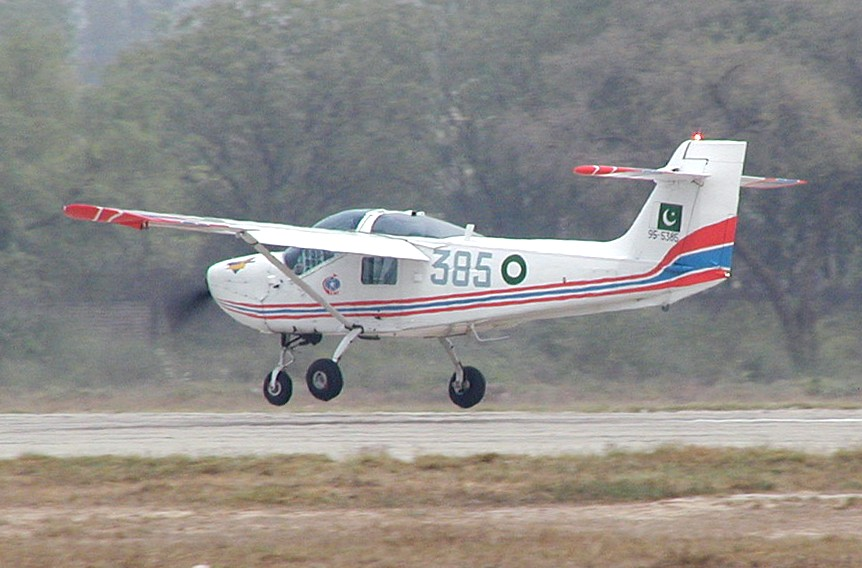
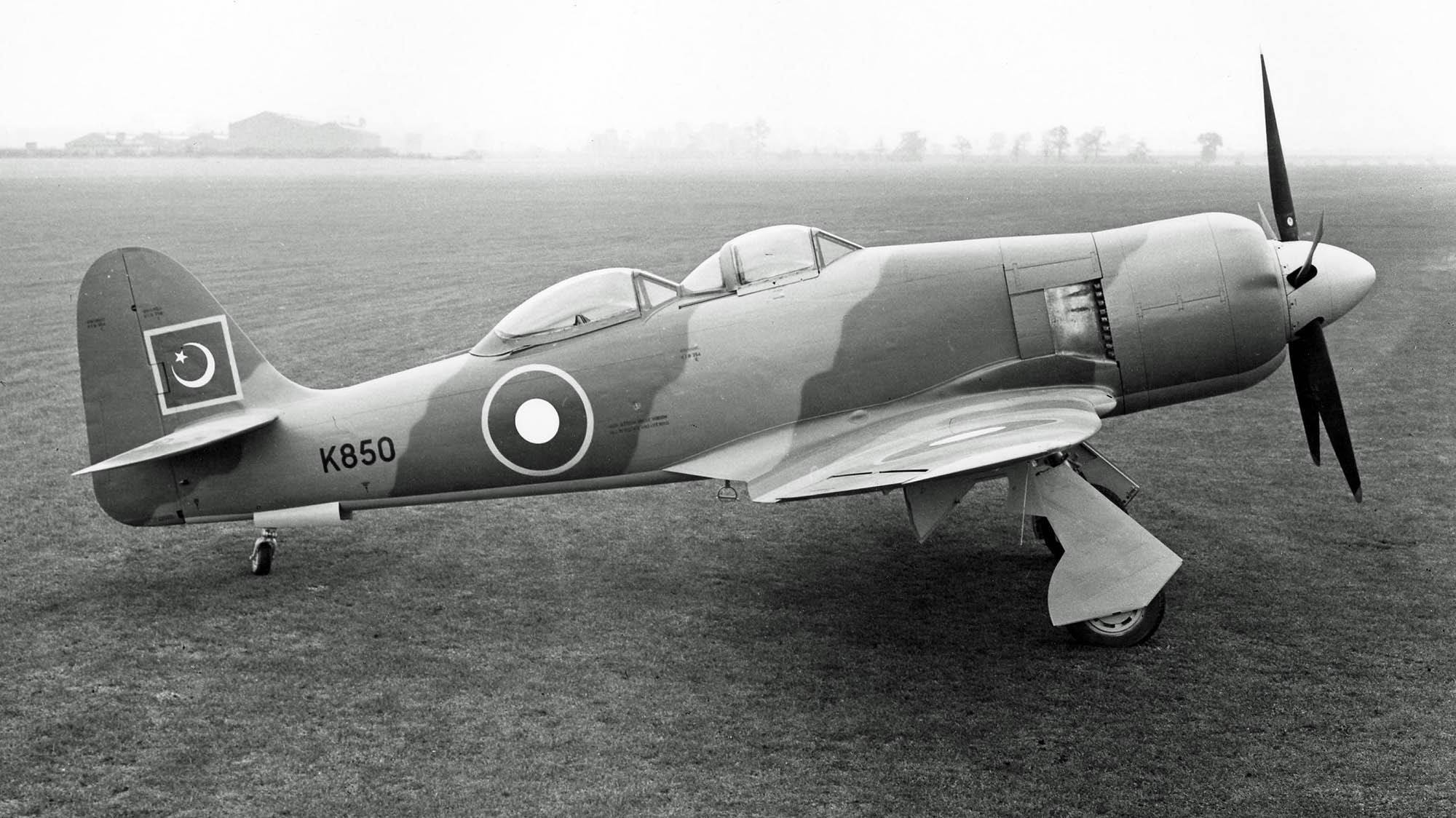